# Identitatea lui Bézout
Identitatea lui Bézout sau lema lui Bézout este, în teoria numerelor, o ecuație diofantică liniară.
Poartă numele matematicianului francez Étienne Bézout.
Enunțul acesteia este următorul:
Dacă a și b sunt două numere întregi nenule, iar d cel mai mare divizor comun al acestora, atunci există întregii x și y (numiți numerele sau coeficienții lui Bézout) astfel încât:
{\displaystyle ax+by=d}
Această teoremă a fost enunțată pentru prima dată de Claude-Gaspard Bachet de Méziriac în lucrarea sa Problèmes plaisants et délectables qui se font par les nombres, editată la Lyon în 1612.
Bézout a generalizat acest rezultat pentru cazul polinoamelor.